# Edelaraudtee
Edelaraudtee is een Estisch spoorwegbedrijf, opgericht in 1997. Het bedrijf verzorgt het vrachtvervoer op de spoorlijnen van Tallinn naar Rapla, Pärnu en Viljandi, die eigendom zijn van de dochtermaatschappij Edelaraudtee Infrastruktuuri AS. 
Tot 1 januari 2014 verzorgde Edelaraudtee ook het reizigersvervoer per dieseltrein over alle delen van het Estlandse spoorwegnet die niet zijn geëlektrificeerd. Op die datum werd dat vervoer overgenomen door Elron.
Vóór het afstoten van het reizigersvervoer had het bedrijf 500 personeelsleden en vervoerde ongeveer 1,8 miljoen passagiers per jaar. 

## Uitvoering
Op 16 maart 2012 lanceerde Edelaraudtee nieuwe informatievoorziening gebaseerd op GPS, dat reizigers via internet en displays actuele informatie biedt. Edelaraudtee had daarnaast een plan om de bediende treinstations en -stops te voorzien van QR-codes om passagiers te linken naar informatie op het internet. 

## Materieel
Voor het vrachtvervoer gebruikt Edelaraudtee goederenwagons, getrokken door ChME3-diesel rangeerlocomotieven, gebouwd in Tsjechië. De passagiersdiensten werden uitgevoerd met twintig DR1A/B dieseltreinstellen.
Tussen 2012 en juni 2014 startte het leveren van 18 elektrische en 20 diesel Stadler FLIRT treinen, gebouwd door het Zwitserse Stadler Rail. Sinds 2014 worden deze treinen gebruikt door de nieuwe passagiersvervoerder Elron.